# Black Shabbis
Black Shabbis je studiové album amerického hudebníka a hudebního skladatele Jamieho Safta, vydané v lednu 2009 u vydavatelství Tzadik Records. Album bylo nahráno v předchozím roce ve studiu Electric Plant Studios v Brooklynu a o produkci se staral Saft. Většinu nástrojů nahrál sám Saft, porůznu jej doplnili baskytarista Trevor Dunn nebo bubeníci Bobby Previte a Mike Pride.

## Seznam skladeb
Autorem všech skladeb je Jamie Saft. Text k písni „Remember“ napsala Vanessa Saft.
| Pořadí         | Název                               | Délka |
| -------------- | ----------------------------------- | ----- |
| 1.             | Black Shabbis – The Trail of Libels | 2:41  |
| 2.             | Blood                               | 2:55  |
| 3.             | Serpent Seed                        | 3:41  |
| 4.             | Der Judenstein (The Jewry Stone)    | 9:05  |
| 5.             | Army Girl                           | 6:43  |
| 6.             | King of King of Kings               | 4:52  |
| 7.             | Kielce                              | 13:53 |
| 8.             | Remember                            | 6:36  |
| 9.             | The Ballad of Leo Frank             | 8:58  |
| Celková délka: | Celková délka:                      | 59:08 |

## Obsazení
- Jamie Saft – kytara, baskytara, varhany, syntezátory, mellotron, zpěv
- Trevor Dunn – baskytara (skladby 2–7)
- Mike Pride – bicí (skladby 2-7)
- Bobby Previte – bicí (skladba 9)
- Dmitriy Shnaydman – bicí (skladby 4 a 8)
- Mr. Dorgon – zpěv (skladba 7)
- Vanessa Saft – zpěv (skladba 8)